# Irina Turowa (lekkoatletka)
Irina Turowa, po mężu Boczkariowa, później Mordowcewa (ros. Ирина Робертовна Турова-Бочкарёва (Мордовцева); ur. 14 maja 1935 w Leningradzie, zm. 8 lutego 2012 w Moskwie) – rosyjska lekkoatletka, specjalizująca się w biegach krótkodystansowych.
W połowie lat 50. XX wieku należała do czołówki europejskich sprinterek. W 1954 zdobyła trzy medale na mistrzostwach Europy w Bernie: dwa złote (w biegu na 100 metrów i w sztafecie 4 × 100 metrów) oraz srebrny (w biegu na 200 metrów). Była uczestniczką dwóch igrzysk olimpijskich: w 1952 w Helsinkach odpadła w ćwierćfinałowym biegu na 100 m, wystąpiła również w radzieckiej sztafecie 4 × 100 m (4. miejsce), natomiast w 1956 w Melbourne wystąpiła tylko w sztafecie 4 × 100 m, ponownie zajmując 4. miejsce.
8 maja 1954 w Moskwie ustanowiła rekord ZSRR w biegu na 100 metrów – 11,6. Siedmiokrotnie ustanawiała rekord kraju w sztafecie 4 × 100 metrów.
Także jej syn – Piotr Boczkariow uprawiał lekkoatletykę (skok o tyczce).

## Rekordy życiowe
- Bieg na 100 metrów – 11,6 (1954)